# Saab 9-3X
Saab 9-3X — концепт-кар повышенной проходимости, разработанный шведским автопроизводителем Saab и представленный в 2002 году на автосалоне в Детройте..
Руководство Saab, следуя концепции 9-X, хотела разработать автомобиль, сочетающий в себе внедорожные возможности и дорожную спортивность. Майкл Мауэр, директор по дизайну, и Энтони Ло, руководитель отдела перспективного дизайна, сосредоточили свое внимание на полноприводном купе-универсале.

## Дизайн
Общая внешняя форма открывает дизайн, сочетающий купе с универсалом, а носовая часть сохраняет вдохновение 9-X. Тонированное остекление  проходит от одной стойки до другой , а на крыше расположены два панорамных окна, расположенных вдоль. Задняя часть автомобиля имеет утрированную форму хоккейной клюшки, напоминающую традицию Saab, с интеграцией задних фонарей в заднюю стойку, образуя куполообразную заднюю дверь, которая используется в концепте 9-3 Sport Hatch 2003 года и в будущих универсалах 9-3. Дверь багажника открывается на две части. Возможность складывать сидения увеличить объем  для погрузки от 690 мм до 1550 мм при сложенных задних сиденьях и до 2335 мм при сложенном сиденье переднего пассажира.. О внедорожной функции говорят лишь мягкие колесные арки, окрашенные в слегка сатиновый цвет кузова, которые позволяют незаметно совершать широкий ход колес, а интегрированная в передний бампер защита картера указывает на внедорожную функцию. 9-3X оснащен колёсами с 20-дюймовыми дисками.
В интерьере, приборная панель с двумя круглыми цифровыми индикаторами синего цвета, для спидометра и тахометра центральная консоль представляет собой цветной графический экран, отображающий различные мультимедийные функции и настройки бортового компьютера, параметры которых выбираются с помощью одного циферблата. Приглушенное постоянное освещение взято из 9-X.

## Технологии
Полный привод оптимизирован центральным дифференциалом, разработанным в сотрудничестве со шведской компанией Haldex, он обеспечивает автомобилю дорожный просвет в 190 мм и электронным способом распределяет крутящий момент в реальном времени между передней и задней осью в зависимости от условий тяги. Электронное регулируемое демпфирование оптимизирует балансировку. В фарах оптоволокно 9-X заменено на газоразрядные лампы (или индукционные лампы) и ксенон. Бортовой компьютер включает в себя полный пакет программного обеспечения, позволяющий подключать все типы портативных устройств: от ноутбуков до цифровых видеокамер, включая мобильные телефоны. Спутниковая навигация, WAP, телевизор, DVD и MP3-плеер, электронная почта — множество функций также доступны на экране заднего сиденья.

## Техническая часть
Прототип оснащен совершенно новым алюминиевым двигателем EcoPower V6, открывающимся на 60°, разработанным совместно с General Motors и оснащенным системой Saab Combustion Control (SCC). Мощность передается через пятиступенчатую полуавтоматическую коробку передач с управлением на рулевом колесе.
- Saab 9-3X с открытым капотом
- Вид сзади